# Ruby Tui
Pour les articles homonymes, voir Tui.

a Compétitions nationales et continentales officielles uniquement.

b Matchs officiels uniquement.
Dernière mise à jour le 8 août 2025.
Ruby Tui, née le 13 décembre 1991 à Wellington (Nouvelle-Zélande), est une joueuse internationale néo-zélandaise de rugby à sept et internationale à XV. Elle joue en Super Rugby Aupiki avec les Chiefs Manawa.
Elle a remporté avec l'équipe de Nouvelle-Zélande à sept la médaille d'argent du tournoi féminin des Jeux olympiques d'été de 2016 à Rio de Janeiro puis la médaille d'or du tournoi féminin aux Jeux olympiques d'été de 2020 à Tokyo.

## Biographie
Ruby Tui naît en décembre 1991 à Wellington, en Nouvelle-Zélande, d'un père samoan et d'une mère d'ascendance irlandaise et écossaise. Elle a quatre ans quand ses parents se séparent, en grande partie à cause de l'alcoolisme de son père. À l'école, elle pratique le football mais à la suite d'un déménagement, elle est scolarisée dans un petit établissement où le seul sport disponible est le rugby à XV. Elle s'y inscrit par défaut. Dans son autobiographie sortie en 2022, Straight Up, Ruby Tui raconte sa jeunesse difficile. Pour échapper à un beau-père violent, Ruby Tui part vivre avec son père biologique à Wellington. À dix ans, elle fume de la drogue pour la première fois et l'année suivante, elle assiste à la mort d'une amie de son père par overdose. Elle a quatorze ans quand son beau-père est arrêté pour violences conjugales, condamné et interdit de contacter son ex-compagne. Enfin libérée de cette emprise néfaste, la famille s'installe à Greymouth et Ruby Tui connait pour la première fois un environnement stable. Elle pratique de nombreux sports collectifs et individuels et se prend de passion pour le netball.[réf. nécessaire]
Elle part étudier les arts plastiques à Christchurch et se finance par des emplois divers et variés. La pratique du netball devient plus difficile pour des raisons pratiques, mais aussi parce qu'elle s'y sent peu intégrée. En mars 2010, elle est invitée par une camarade à participer à un match de rugby improvisé sur le campus. L'expérience lui plait, sur le plan sportif mais aussi humain : elle y reçoit un accueil très chaleureux. Parmi les joueuses présentes ce jour-là, une certaine Kendra Cocksedge. Ruby Tui s'achète une paire de crampons d'occasion et rejoint l'équipe universitaire. Trois mois plus tard, elle abandonne le netball et se consacre exclusivement au rugby. Elle regarde la Coupe du monde 2010 à la télévision et décide qu'elle deviendra une Black Fern.[réf. nécessaire]
Elle dispute la saison estivale de rugby à sept et va dès lors enchainer les compétitions passant du sept au XV en fonction du calendrier. Elle dispute sa première saison avec la province de Canterbury mais la concurrence est rude, l'équipe comptant de nombreuses internationales.[réf. nécessaire]

### Carrière prolifique en rugby à sept
En 2012, elle s'inscrit au programme de détection fédéral visant à identifier les talents du pays. Elle passe toutes étapes de sélection et participe au Championnat d'Océanie 2012, remporté par les Néo-Zélandaises.[réf. nécessaire]
Au mois de janvier, à 21 ans, elle est nommée capitaine de l'équipe de sept de Canterbury. Sélectionnée avec les Black Ferns, elle remporte le tournoi de Guangzhou. Mais au mois de mai, elle subit une rupture des ligaments croisés lors du tournoi d'Amsterdam et rate la Coupe du monde 2013. Elle pense sa carrière internationale terminée.[réf. nécessaire]
Seize mois plus tard, en septembre 2014, elle est rappelée en équipe nationale.[réf. nécessaire]
En 2016, elle fait partie des douze sélectionnées pour les Jeux olympiques. Elle remporte la médaille d'argent du tournoi féminin de rugby à sept avec l'équipe de Nouvelle-Zélande, battue en finale par les Australiennes. Après la déception de la défaite, elle envisage d'arrêter, frustrée par la façon dont l'équipe est dirigée. Elle en parle à l'entraineur assistant Allan Bunting (en) qui lui révèle que le poste va changer de titulaire et qu'il va être candidat. Ruby Tui lui promet que s'il est nommé sélectionneur, elle restera. Et c'est ce qui arrive.[réf. nécessaire]
En 2017, elle fait partie des joueuses contactées pour intégrer l'équipe nationale à XV en vue de la Coupe du monde en Irlande. Elle finit par décliner. L'équipe gagne les tournois du Canada et de France et remporte à nouveau les World Series.[réf. nécessaire]
En 2018, elle est sélectionnée pour les Jeux du Commonwealth mais une fois sur place, elle tombe malade. Elle a les oreillons, alors qu'elle a été vaccinée. Elle est hospitalisée dans un état grave et perd dix kilos en une semaine. Elle est rapatriée et accueille plus tard ses coéquipières médaillées d'or à l'aéroport. Elle est remise pour le tournoi du Canada, au mois de mai. En juillet, elle remporte la Coupe du monde à San Francisco.[réf. nécessaire]
En 2019, elle est désignée Meilleure joueuse du monde de rugby à sept.

### Passage à XV
La série mondiale de rugby à sept 2020 ayant été annulée à cause de la pandémie de Covid-19, Ruby Tui revient au XV avec le club de Ponsonby puis dispute la Farah Palmer Cup avec la province des Counties Manukau.[réf. nécessaire]
En 2021, elle remporte la médaille d'or aux Jeux olympiques de 2020 à Tokyo.
En 2022, elle signe contrat à XV avec la franchise des Chiefs Manawa. Cette première saison se conclue par un titre dans le Super Rugby Aupiki.[réf. nécessaire] Sélectionnée pour la Pacific Four Series, elle fait ses débuts en sélection contre l'Australie au mois de juin. Au mois de septembre, elle est sélectionnée pour disputer la Coupe du monde de rugby à XV en Nouvelle-Zélande, remportée par les Black Ferns. Elle offre sa médaille à une petite fille de onze ans qui vient de guérir d'une leucémie. Elle signe avec la fédération un contrat qui inclut une longue disponibilité dont elle profite pour aller jouer sur le circuit à sept nord-américain (la Premier Rugby 7s), avec les Golden State Retrievers.[réf. nécessaire]
Le Super Rugby Aupiki 2023 se conclue sur une défaite surprise en finale contre Matatū.[réf. nécessaire] Puis à l'automne 2023, elle participe à la première édition du WXV.
Après une deuxième défaite en finale du Super Rugby Aupiki contre les Blues[réf. nécessaire], elle joue la Pacific Four Series où les Black Ferns sont battues par le Canada, puis le WXV qui les voit perdre deux rencontres sur trois.
Elle n'est pas retenue pour la Coupe du monde 2025 et retrouve les Counties Manukau pour jouer la Farah Palmer Cup,.

## Palmarès

### Rugby à sept
- Vainqueur du Championnat d'Océanie en 2012 et 2021.
- Vainqueur de la série mondiale en 2013, 2015, 2017, 2019 et 2020.
- Vainqueur de la Coupe du monde en 2013 et 2018.
- Championne olympique en 2016 et 2020.

### Rugby à XV

#### En franchise
- Vainqueur du Super Rugby Aupiki en 2022.
- Finaliste du Super Rugby Aupiki en 2023 et 2024.

#### En équipe nationale
- Vainqueur de la Coupe du monde en 2021.

### Distinctions personnelles

#### Rugby à sept
- Nommée dans l'équipe mondiale de l'année en 2019.
- Élue Meilleure joueuse du monde aux Prix World Rugby en 2019.

#### Rugby à XV
- Élue Révélation de l'année aux Prix World Rugby en 2022.
- Nommée dans le XV féminin de l'année aux Prix World Rugby en 2022.